# ورنر کلات
ورنر کلات (انگلیسی: Werner Klatt؛ زادهٔ ۲۱ دسامبر ۱۹۴۸) قایقران روئینگ اهل آلمان شرقی بود.
وی در مسابقات کشوری و بین‌المللی در مجموع برندهٔ ۵ مدال طلا، ۱ مدال برنز شده‌است.